# From Autumn to Ashes
I From Autumn to Ashes (o FATA) sono un gruppo musicale metalcore formatosi a Long Island, New York, nel 2001.

## Storia
Il loro album di debutto, Too Bad You're Beautiful, è stato pubblicato nel 2001 dalla Ferret Records e subito trasformò la band in un successo underground. Successivamente hanno firmato un contratto con la Vagrant Records, con cui hanno pubblicato The Fiction We Live nel 2003, seguito dall'album Abandon Your Friends nel 2005.
Dopo la pubblicazione di quest'ultimo disco la band entrò in un periodo di silenzio che durò un paio di mesi, durante i quali la stampa ipotizzò il fatto che i FATA si fossero sciolti. Questi però tornarono allo scoperto per informare i fan dicendo che avevano perso il contatto con loro stessi e con lo scopo per il quale suonavano, che non si stavano sciogliendo, ma che anzi avevano iniziato a incidere nuovi brani.
Il quarto album dei FATA, Holding a Wolf by the Ears, è stato pubblicato il 10 aprile 2007 negli Stati Uniti. Si sono sciolti ufficialmente il 17 giugno 2008, giorno dell'uscita dell'album dal vivo Live at Looney Tunes.
Il 9 giugno 2008 i membri della band hanno annunciato la volontà di prendersi un periodo di pausa a tempo indeterminato aggiungendo che la decisione è stata presa in modo amichevole e che la band ha raggiunto il suo termine naturale. Si sono riformati nel novembre 2014, inaugurando la riunione con l'annuncio della loro partecipazione all'Amnesia Festival 2015.

## Formazione

### Ultima
- Francis Mark – voce melodica, batteria (2000-2008, 2014-presente)
- Brian Deneeve – chitarra, piano, cori (2001-2008, 2014-presente)
- Rob Lauritsen – chitarra (2006-2008, 2014-presente)
- Mike Pilato – basso, cori (2000-2004, 2007-2008, 2014-presente)
- Jeff Gretz – batteria, cori (2007-2008, 2014-presente)

### Ex componenti
- Benjamin Perri – voce death (2000-2006)
- Josh Newton – basso (2006-2007)
- Jonathan Cox – chitarra (2005)
- Scott Gross – chitarra (2000-2004)
- Stephen Salvio – chitarra (2000–2001)

## Discografia

### Album in studio
- 2001 – Too Bad You're Beautiful
- 2003 – The Fiction We Live
- 2005 – Abandon Your Friends
- 2007 – Holding a Wolf by the Ears

### Album dal vivo
- 2008 – Live at Looney Tunes

### EP
- 2000 – Sin, Sorrow and Sadness
- 2007 – These Speakers Don't Always Tell the Truth